# Esteville
Esteville ist eine französische Gemeinde mit 538 Einwohnern (Stand: 1. Januar 2022) im Département Seine-Maritime in der Region Normandie. Sie gehört zum Arrondissement Rouen und zum Kanton Bois-Guillaume (bis 2015: Kanton Clères). Die Einwohner werden Estevillais genannt.

## Geographie
Esteville liegt etwa 20 Kilometer nordnordöstlich von Rouen. Umgeben wird Esteville von den Nachbargemeinden Cottévrard im Norden, Critot im Osten, Cailly im Süden und Südosten, Saint-Gemain-sous-Cailly im Süden, Claville-Motteville im Südwesten sowie Bosc-le-Hard im Westen.

## Bevölkerungsentwicklung
| 1962                      | 1968 | 1975 | 1982 | 1990 | 1999 | 2006 | 2013 |
| ------------------------- | ---- | ---- | ---- | ---- | ---- | ---- | ---- |
| 252                       | 261  | 320  | 428  | 378  | 376  | 510  | 522  |
| Quelle: Cassini und INSEE |      |      |      |      |      |      |      |

## Sehenswürdigkeiten
- Kirche Saint-Firmin aus dem 17. Jahrhundert
- Kirche Saint-Sulpice in Touffreville aus dem 13. Jahrhundert
- Schloss Esteville aus dem 17. Jahrhundert
- Halte Emmaüs, Zentrum der Emmaus-Bewegung

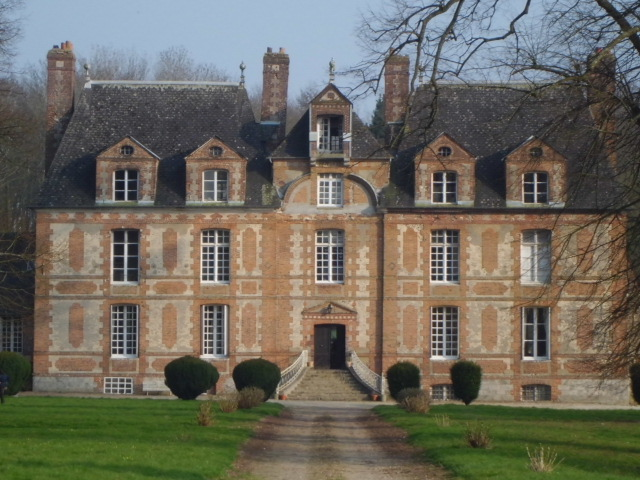
Schloss Esteville
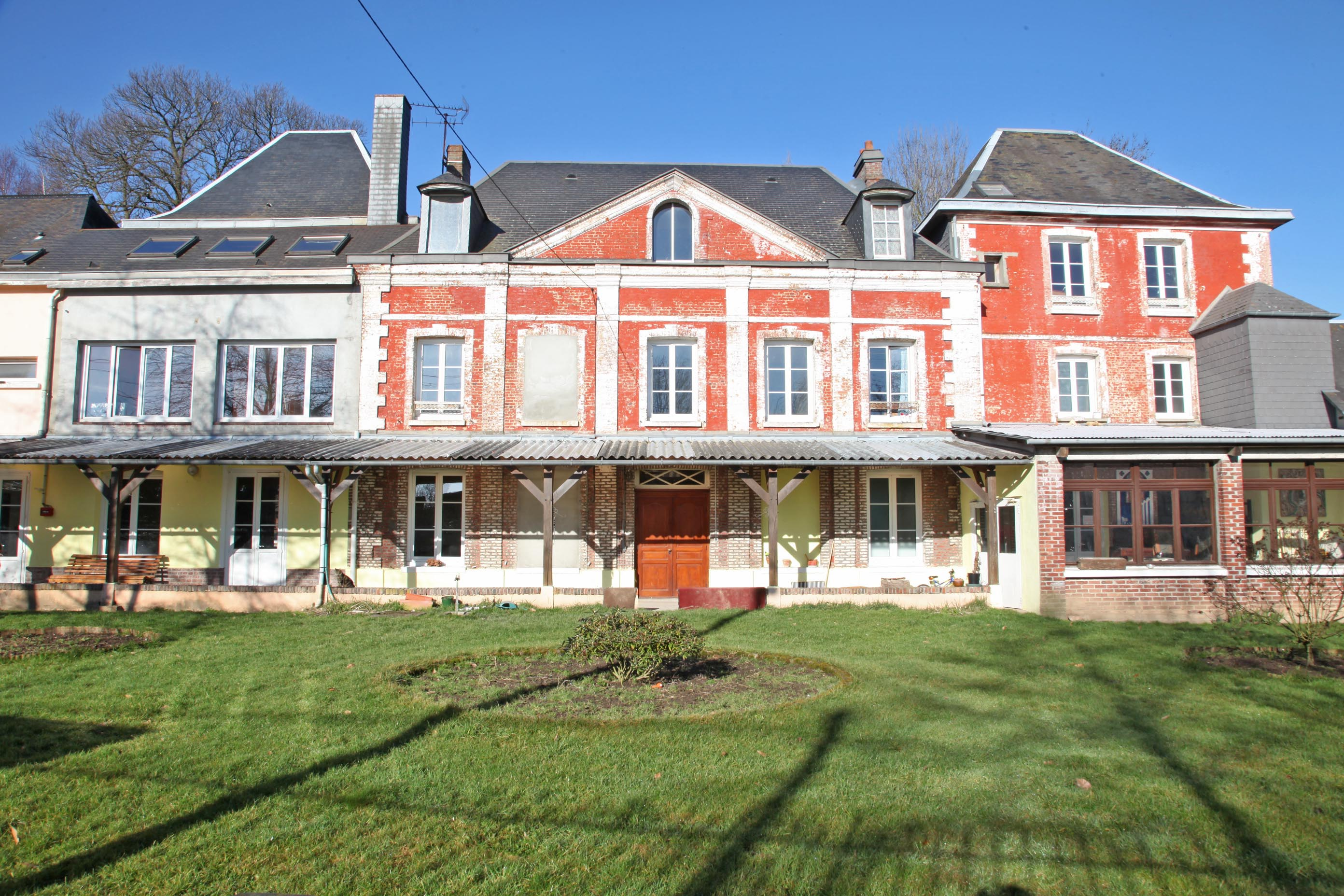
Halte Emmaüs